# Origny-Sainte-Benoite
Origny-Sainte-Benoite è un comune francese di 1 612 abitanti situato nel dipartimento dell'Aisne della regione dell'Alta Francia.

## Storia

### Simboli
Il comune ha adottato lo stemma dell'abbazia benedettina fondata verso l'854 dal vescovo di Laon Pardulo e dalla regina Ermentrude d'Orléans moglie di Carlo il Calvo. Questa abbazia era di origine reale e questo può spiegare i gigli su campo d'azzurro.

## Società

### Evoluzione demografica
Abitanti censiti